# Bhimsen Joshi
Bhimsen Joshi (4 de fevereiro de 1922 - 24 de janeiro de 2011) foi um cantor indiano de música hindustani.